# Eleição municipal de Palmas em 2004
A eleição municipal de 2004 em Palmas, capital do estado de Tocantins, ocorreu no dia 3 de outubro para eleger um prefeito, um vice-prefeito e 12 vereadores.
O candidato mais votado foi Raul Filho, do PT, que venceu a candidata à reeleição Nilmar Ruiz (PL) com expressiva votação (57.244 votos, contra 29.015 da então prefeita). Tenente Célio, do PSB, e Getúlio Vargas, do PTdoB, receberam votações inexpressivas (2.148 e 396 votos, respectivamente).
Na disputa para a Câmara de Vereadores, o mais votado foi Wanderley Barbosa, do PDT, que obteve 3.198 votos. O PT foi o partido que elegeu a maior bancada (3 vereadores), seguido por PSDB e PDT, com 2.

## Candidatos a prefeito
|  | Nº | Candidato(a) a prefeito | Candidato(a) a prefeito                      | Candidato(a) a vice-prefeito | Candidato(a) a vice-prefeito                     | Coligação |
|  | -- | ----------------------- | -------------------------------------------- | ---------------------------- | ------------------------------------------------ | --- |
|  | 13 |                         | Raul Filho (PT) Raul de Jesus Lustosa Filho  |                              | Derval de Paiva (PMDB) Derval Batista de Paiva   | "Palmas Para Todos" - Partido dos Trabalhadores (PT) - Partido do Movimento Democrático Brasileiro (PMDB) - Partido Comunista do Brasil (PCdoB) - Partido Popular Socialista (PPS) - Partido Democrático Trabalhista (PDT) |
|  | 22 |                         | Nilmar Ruiz (PL) Nilmar Gavino Ruiz          |                              | Pastor Amarildo (PSC) Amarildo Martins da Silva  | "Oportunidades Para Todos" - Partido Liberal (PL) - Partido da Social Democracia Brasileira (PSDB) - Partido Verde (PV) - Partido Progressista (PP) - Partido Social Liberal (PSL) - Partido da Mobilização Nacional (PMN) - Partido da Frente Liberal (PFL) - Partido Renovador Trabalhista Brasileiro (PRTB) - Partido Social Cristão (PSC) - Partido Trabalhista Brasileiro (PTB) |
|  | 40 |                         | Tenente Célio (PSB) Célio Carmo de Sousa     |                              | Roberto Sipaúba (PSB) Roberto Pereira Noronha    | "Sem Coligação" - Partido Socialista Brasileiro (PSB) |
|  | 70 |                         | Getúlio Vargas (PTdoB) Getúlio Vargas Aguiar |                              | Moreira Lima (PTdoB) José Marcos Moreira de Lima | "Frente Alternativa Popular Independente" - Partido Trabalhista do Brasil (PTdoB) - Partido Republicano Progressista (PRP) - Partido Social Democrata Cristão (PSDC) - Partido dos Aposentados da Nação (PAN) - Partido de Reedificação da Ordem Nacional (PRONA) - Partido Trabalhista Nacional (PTN)                                                                               |

## Resultados

### Prefeito
| Candidato(a)           | Vice                   | 1º Turno 5 de outubro de 2004 | 1º Turno 5 de outubro de 2004 |
| Candidato(a)           | Vice                   | Votação                       | Votação                       |
| Porcentagem            | Total                  | Porcentagem                   | Total                         |
| ---------------------- | ---------------------- | ----------------------------- | ----------------------------- |
| Raul Filho (PT)        | Derval de Paiva (PMDB) | 64,46%                        | 57.244                        |
| Nilmar Ruiz (PL)       | Pastor Amarildo (PSC)  | 32,67%                        | 29.015                        |
| Tenente Célio (PSB)    | Roberto Sipaúba (PSB)  | 2,42%                         | 2.148                         |
| Getúlio Vargas (PTdoB) | Moreira Lima (PTdoB)   | 0,45%                         | 396                           |
| Votos brancos          | Votos brancos          | 0,76%                         | 700                           |
| Votos nulos            | Votos nulos            | 2,98%                         | 2.748                         |
| Votos válidos          | Votos válidos          | 96,26%                        | 88.803                        |

| Partido | Partido | Candidato      | Votos  | Votos (%) |
| ------- | ------- | -------------- | ------ | --------- |
|         | PT      | Raul Filho     | 57 244 | 64,46%    |
|         | PL      | Nilmar Ruiz    | 29 015 | 32,67%    |
|         | PSB     | Tenente Célio  | 2 148  | 2,42%     |
|         | PTdoB   | Getúlio Vargas | 396    | 0,45%     |
| Totais  | Totais  | Totais         | 88 803 |           |
| Fonte:  |         |                |        |           |

## Vereadores
| Candidato         | Partido       | Votos       | Votos  |
| ----------------- | ------------- | ----------- | ------ |
| Candidato         | Partido       | Porcentagem | Total  |
| Wanderley Barbosa | PDT           | 3,54%       | 3.198  |
| Rilton            | PT            | 3,04%       | 2.747  |
| Ivory de Lira     | PT            | 2,68%       | 2.416  |
| Cirlene           | PP            | 2,68%       | 2.414  |
| Evandro Gomes     | PTB           | 2,5%        | 2.259  |
| Dâmaso            | PDT           | 2,4%        | 2.164  |
| Edna Agnolin      | PSDB          | 2,25%       | 2.027  |
| Jucelino          | PL            | 2,2T%       | 1.981  |
| Marcelo Lélis     | PV            | 2,18%       | 1.966  |
| Gordo             | PT            | 1,65%       | 1.492  |
| Warner Pires      | PL            | 1,52%       | 1.371  |
| Carlos Braga      | PSDB          | 1,51%       | 1.364  |
| Votos Válidos     | Votos Válidos | 97,8%       | 90.226 |
| Votos Brancos     | Votos Brancos | 1,13%       | 1.042  |
| Votos Nulos       | Votos Nulos   | 1,07%       | 983    |